# Polacy na zawodach Grand Prix w łyżwiarstwie figurowym
Polacy na zawodach Grand Prix w łyżwiarstwie figurowym – występy reprezentantów Polski w zawodach z cyklu Grand Prix (do 1997 r. pod nazwą Champions Series).
| Złoto | Srebro | Brąz | Razem |
| ----- | ------ | ---- | ----- |
| 0     | 2      | 13   | 15    |

## Wyniki
| Zawody                                                                          | Soliści                        | Solistki                       | Pary sportowe                                                                | Pary taneczne                           | W.                             |                                |                                |
| ISU Champions Series 1995/1996                                                  | ISU Champions Series 1995/1996 | ISU Champions Series 1995/1996 | ISU Champions Series 1995/1996                                               | ISU Champions Series 1995/1996          | ISU Champions Series 1995/1996 | ISU Champions Series 1995/1996 | ISU Champions Series 1995/1996 |
| ------------------------------------------------------------------------------- | ------------------------------ | ------------------------------ | ---------------------------------------------------------------------------- | --------------------------------------- | ------------------------------ | ------------------------------ | ------------------------------ |
| Trophée de France                                                               | —                              | 7 – Zuzanna Szwed              | 8 – Dorota Zagórska / Mariusz Siudek                                         | 5 – Sylwia Nowak / Sebastian Kolasiński | [ 1 ]                          |                                |                                |
| ISU Champions Series 1996/1997                                                  |                                |                                |                                                                              |                                         |                                |                                |                                |
| Skate America                                                                   | —                              | 9 – Zuzanna Szwed              | —                                                                            | —                                       |                                |                                |                                |
| Skate Canada International                                                      | —                              | —                              | —                                                                            | 5 – Sylwia Nowak / Sebastian Kolasiński |                                |                                |                                |
| Nations Cup on Ice                                                              | —                              | —                              | 6 – Dorota Zagórska / Mariusz Siudek                                         | —                                       |                                |                                |                                |
| NHK Trophy                                                                      | —                              | —                              | 7 – Dorota Zagórska / Mariusz Siudek                                         | 6 – Sylwia Nowak / Sebastian Kolasiński |                                |                                |                                |
| Cup of Russia                                                                   | —                              | 5 – Zuzanna Szwed              | 6 – Dorota Zagórska / Mariusz Siudek                                         | 4 – Sylwia Nowak / Sebastian Kolasiński |                                |                                |                                |
| ISU Grand Prix 1997/1998                                                        |                                |                                |                                                                              |                                         |                                |                                |                                |
| Sparkassen Cup on Ice                                                           | —                              | 4 – Zuzanna Szwed              | —                                                                            | —                                       |                                |                                |                                |
| Skate Canada International                                                      | —                              | 4 – Zuzanna Szwed              | 4 – Dorota Zagórska / Mariusz Siudek                                         | —                                       |                                |                                |                                |
| Cup of Russia                                                                   | —                              | 5 – Anna Rechnio               | 4 – Dorota Zagórska / Mariusz Siudek                                         | 7 – Agata Błażowska / Marcin Kozubek    |                                |                                |                                |
| NHK Trophy                                                                      | —                              | —                              | —                                                                            | 4 – Sylwia Nowak / Sebastian Kolasiński |                                |                                |                                |
| ISU Grand Prix 1998/1999                                                        |                                |                                |                                                                              |                                         |                                |                                |                                |
| Skate America                                                                   | —                              | 6 – Zuzanna Szwed              | —                                                                            | —                                       |                                |                                |                                |
| Skate Canada International                                                      | —                              | —                              | —                                                                            | – Sylwia Nowak / Sebastian Kolasiński   |                                |                                |                                |
| Sparkassen Cup on Ice                                                           | 8 – Robert Grzegorczyk         | 4 – Anna Rechnio               | —                                                                            | —                                       |                                |                                |                                |
| Cup of Russia                                                                   | —                              | 6 – Anna Rechnio               | 4 – Dorota Zagórska / Mariusz Siudek                                         | 4 – Sylwia Nowak / Sebastian Kolasiński |                                |                                |                                |
| ISU Grand Prix 1999/2000                                                        |                                |                                |                                                                              |                                         |                                |                                |                                |
| Skate Canada International                                                      | —                              | 7 – Anna Rechnio               | —                                                                            | —                                       |                                |                                |                                |
| Sparkassen Cup on Ice                                                           | —                              | 8 – Anna Rechnio               | 4 – Dorota Zagórska / Mariusz Siudek                                         | —                                       |                                |                                |                                |
| Trophée Lalique                                                                 | —                              | —                              | – Dorota Zagórska / Mariusz Siudek                                           | 4 – Sylwia Nowak / Sebastian Kolasiński |                                |                                |                                |
| Cup of Russia                                                                   | —                              | —                              | —                                                                            | – Sylwia Nowak / Sebastian Kolasiński   |                                |                                |                                |
| NHK Trophy                                                                      | —                              | —                              | – Dorota Zagórska / Mariusz Siudek                                           | —                                       |                                |                                |                                |
| ISU Grand Prix 2000/2001                                                        |                                |                                |                                                                              |                                         |                                |                                |                                |
| Skate America                                                                   | —                              | 7 – Sabina Wojtala             | —                                                                            | —                                       |                                |                                |                                |
| Skate Canada International                                                      | —                              | —                              | 4 – Dorota Zagórska / Mariusz Siudek                                         | 8 – Aleksandra Kauc / Filip Bernadowski |                                |                                |                                |
| Sparkassen Cup on Ice                                                           | —                              | 7 – Sabina Wojtala             | —                                                                            | 9 – Agata Błażowska / Marcin Kozubek    |                                |                                |                                |
| Cup of Russia                                                                   | —                              | —                              | – Dorota Zagórska / Mariusz Siudek                                           | 7 – Sylwia Nowak / Sebastian Kolasiński |                                |                                |                                |
| Trophée Lalique                                                                 | —                              | —                              | 5 – Dorota Zagórska / Mariusz Siudek                                         | —                                       |                                |                                |                                |
| NHK Trophy                                                                      | —                              | —                              | —                                                                            | 5 – Sylwia Nowak / Sebastian Kolasiński |                                |                                |                                |
| Finał Grand Prix                                                                | —                              | —                              | 4 – Dorota Zagórska / Mariusz Siudek                                         | —                                       |                                |                                |                                |
| ISU Grand Prix 2001/2002                                                        |                                |                                |                                                                              |                                         |                                |                                |                                |
| Sparkassen Cup on Ice                                                           | —                              | —                              | —                                                                            | 6 – Agata Błażowska / Marcin Kozubek    | [ 2 ]                          |                                |                                |
| Trophée Lalique                                                                 | —                              | —                              | 5 – Dorota Zagórska / Mariusz Siudek                                         | —                                       | [ 3 ]                          |                                |                                |
| Cup of Russia                                                                   | —                              | —                              | 4 – Dorota Zagórska / Mariusz Siudek                                         | 7 – Agata Błażowska / Marcin Kozubek    | [ 4 ] [ 5 ]                    |                                |                                |
| NHK Trophy                                                                      | —                              | —                              | – Dorota Zagórska / Mariusz Siudek                                           | —                                       | [ 6 ]                          |                                |                                |
| ISU Grand Prix 2002/2003                                                        |                                |                                |                                                                              |                                         |                                |                                |                                |
| Skate Canada International                                                      | —                              | —                              | —                                                                            | 6 – Sylwia Nowak / Sebastian Kolasiński |                                |                                |                                |
| Bofrost Cup on Ice                                                              | —                              | 9 – Sabina Wojtala             | – Dorota Zagórska / Mariusz Siudek                                           | —                                       |                                |                                |                                |
| Cup of Russia                                                                   | —                              | 8 – Sabina Wojtala             | 4 – Dorota Zagórska / Mariusz Siudek                                         | —                                       |                                |                                |                                |
| NHK Trophy                                                                      | —                              | —                              | – Dorota Zagórska / Mariusz Siudek                                           | 5 – Sylwia Nowak / Sebastian Kolasiński |                                |                                |                                |
| Finał Grand Prix                                                                | —                              | —                              | 5 – Dorota Zagórska / Mariusz Siudek                                         | —                                       |                                |                                |                                |
| ISU Grand Prix 2003/2004                                                        |                                |                                |                                                                              |                                         |                                |                                |                                |
| Skate Canada International                                                      | —                              | —                              | – Dorota Zagórska / Mariusz Siudek                                           | —                                       |                                |                                |                                |
| Cup of China                                                                    | —                              | —                              | 4 – Dorota Zagórska / Mariusz Siudek                                         | —                                       |                                |                                |                                |
| Cup of Russia                                                                   | —                              | —                              | —                                                                            | 10 – Aleksandra Kauc / Michał Zych      |                                |                                |                                |
| NHK Trophy                                                                      | —                              | —                              | – Dorota Zagórska / Mariusz Siudek                                           | —                                       |                                |                                |                                |
| ISU Grand Prix 2004/2005                                                        |                                |                                |                                                                              |                                         |                                |                                |                                |
| Skate America                                                                   | —                              | —                              | —                                                                            | 10 – Aleksandra Kauc / Michał Zych      | [ 7 ]                          |                                |                                |
| Skate Canada International                                                      | —                              | —                              | – Dorota Zagórska / Mariusz Siudek                                           | —                                       | [ 8 ]                          |                                |                                |
| NHK Trophy                                                                      | —                              | —                              | – Dorota Zagórska / Mariusz Siudek                                           | —                                       | [ 9 ]                          |                                |                                |
| Cup of Russia                                                                   | —                              | —                              | WD – Dorota Zagórska / Mariusz Siudek                                        | 9 – Aleksandra Kauc / Michał Zych       | [ 10 ]                         |                                |                                |
| ISU Grand Prix 2005/2006                                                        |                                |                                |                                                                              |                                         |                                |                                |                                |
| Cup of China                                                                    | —                              | —                              | – Dorota Zagórska / Mariusz Siudek                                           | —                                       | [ 11 ]                         |                                |                                |
| Cup of Russia                                                                   | —                              | —                              | – Dorota Zagórska / Mariusz Siudek                                           | —                                       | [ 12 ]                         |                                |                                |
| ISU Grand Prix 2006/2007                                                        |                                |                                |                                                                              |                                         |                                |                                |                                |
| Skate America                                                                   | —                              | —                              | – Dorota Zagórska / Mariusz Siudek 8 – Dominika Piątkowska / Dmitrij Chromin | —                                       | [ 13 ]                         |                                |                                |
| Cup of China                                                                    | —                              | —                              | 5 – Dorota Zagórska / Mariusz Siudek                                         | —                                       | [ 14 ]                         |                                |                                |
| Trophée Eric Bompard                                                            | —                              | —                              | 6 – Dominika Piątkowska / Dmitrij Chromin                                    | —                                       | [ 15 ]                         |                                |                                |
| Cup of Russia                                                                   | —                              | —                              | 4 – Dorota Zagórska / Mariusz Siudek                                         | —                                       | [ 16 ]                         |                                |                                |
| ISU Grand Prix 2007/2008                                                        |                                |                                |                                                                              |                                         |                                |                                |                                |
| Cup of China                                                                    | —                              | —                              | 7 – Dominika Piątkowska / Dmitrij Chromin                                    | —                                       | [ 17 ]                         |                                |                                |
| NHK Trophy                                                                      | —                              | —                              | 7 – Dominika Piątkowska / Dmitrij Chromin                                    | —                                       | [ 18 ]                         |                                |                                |
| ISU Grand Prix 2008/2009                                                        |                                |                                |                                                                              |                                         |                                |                                |                                |
| Trophée Éric Bompard                                                            | —                              | —                              | —                                                                            | 10 – Joanna Budner / Jan Mościcki       | [ 19 ]                         |                                |                                |
| ISU Grand Prix 2009/2010                                                        |                                |                                |                                                                              |                                         |                                |                                |                                |
| Trophée Eric Bompard                                                            | —                              | 10 – Anna Jurkiewicz           | —                                                                            | —                                       | [ 20 ]                         |                                |                                |
| Polacy nie zakwalifikowali się do startów w cyklu Grand Prix w latach 2010–2015 |                                |                                |                                                                              |                                         |                                |                                |                                |
| ISU Grand Prix 2016/2017                                                        |                                |                                |                                                                              |                                         |                                |                                |                                |
| Cup of China                                                                    | —                              | —                              | —                                                                            | 5 – Natalia Kaliszek / Maksym Spodyriew | [ 21 ]                         |                                |                                |
| NHK Trophy                                                                      | —                              | —                              | —                                                                            | 7 – Natalia Kaliszek / Maksym Spodyriew | [ 22 ]                         |                                |                                |
| ISU Grand Prix 2017/2018                                                        |                                |                                |                                                                              |                                         |                                |                                |                                |
| Skate Canada International                                                      | —                              | —                              | —                                                                            | 9 – Natalia Kaliszek / Maksym Spodyriew | [ 23 ]                         |                                |                                |
| Internationaux de France                                                        | —                              | —                              | —                                                                            | 8 – Natalia Kaliszek / Maksym Spodyriew | [ 24 ]                         |                                |                                |
| ISU Grand Prix 2018/2019                                                        |                                |                                |                                                                              |                                         |                                |                                |                                |
| Skate America                                                                   | —                              | —                              | —                                                                            | 6 – Natalia Kaliszek / Maksym Spodyriew | [ 25 ]                         |                                |                                |
| Rostelecom Cup                                                                  | —                              | —                              | —                                                                            | 5 – Natalia Kaliszek / Maksym Spodyriew | [ 26 ]                         |                                |                                |
| ISU Grand Prix 2019/2020                                                        |                                |                                |                                                                              |                                         |                                |                                |                                |
| Internationaux de France                                                        | —                              | —                              | —                                                                            | 6 – Natalia Kaliszek / Maksym Spodyriew | [ 27 ]                         |                                |                                |
| Rostelecom Cup                                                                  | —                              | —                              | —                                                                            | 4 – Natalia Kaliszek / Maksym Spodyriew | [ 28 ]                         |                                |                                |
| Polacy nie wystartowali w ISU Grand Prix 2020/2021 z powodu pandemii COVID-19   |                                |                                |                                                                              |                                         |                                |                                |                                |
| ISU Grand Prix 2021/2022                                                        |                                |                                |                                                                              |                                         |                                |                                |                                |
| Skate America                                                                   | —                              | 9 – Jekatierina Kurakowa       | —                                                                            | 8 – Natalia Kaliszek / Maksym Spodyriew | [ 29 ] [ 30 ]                  |                                |                                |
| Rostelecom Cup                                                                  | —                              | 9 – Jekatierina Kurakowa       | —                                                                            | —                                       | [ 31 ]                         |                                |                                |
| ISU Grand Prix 2022/2023                                                        |                                |                                |                                                                              |                                         |                                |                                |                                |
| Skate America                                                                   | —                              | 5 – Jekatierina Kurakowa       | —                                                                            | —                                       | [ 32 ]                         |                                |                                |
| MK John Wilson Trophy                                                           | —                              | 5 – Jekatierina Kurakowa       | —                                                                            | —                                       | [ 33 ]                         |                                |                                |